# Петропавлівка (Волгоградська область)
Петропавлівка (рос. Петропавловка) — село у Дубовському районі Волгоградської області Російської Федерації.
Населення становить 84 особи. Входить до складу муніципального утворення Малоівановське сільське поселення.

## Історія
Село розташоване у межах українського історичного та культурного регіону Жовтий Клин.
Згідно із законом від 14 березня 2005 року № 1026-ОД органом місцевого самоврядування є Малоівановське сільське поселення.

## Населення
| 2010 |
| ---- |
| 84   |